# Nathan Berkovits
Nathan Jacob Berkovits (Massachusetts, Estados Unidos, 1961) é um físico brasileiro. Recebeu o Prêmio de Física de 2009 da Academia de Ciências para o Mundo em Desenvolvimento (Prêmio TWAS), o Clay Mathematics Prize Fellow em 2000 e o Projetos Temáticos da FAPESP em três oportunidades (2000, 2004 e 2009). Berkovits trabalha com Teoria de Supercordas e é internacionalmente conhecido por ter desenvolvido o Método de Quantização da Supercordas por Espinores Puros. Esse método apresenta vantagens sobre os mais tradicionais RNS e GS por permitir o cálculo de amplitudes de espalhamento mantendo a simetria de superPoincaré em 10 dimensões manifesta. Berkovits também tem trabalhos importantes em Teoria de Campos de Supercordas, tendo criado uma ação do tipo WZW alternativa à versão cúbica proposta por Witten. Em trabalhos posteriores, propôs novas ações para a Teoria de Campos de Supercordas baseadas no formalismo de espinores puros mínimo e não mínimo. Também foi pioneiro no estudo de teoria de supercordas topológicas N=4, no estudo de supercordas em background RR e no uso de twistors nessa teoria.
Além de prolífico na produção de artigos, com mais de 130 publicações e quase 7000 citações, é um grande formador de pesquisadores, tendo formado mais de 20 alunos de pós-graduação nos 16 anos que é professor permanente do IFT-UNESP.

## Biografia
Berkovits é um grande especialista neste campo de estudo da teoria das supercordas. Estudou em Harvard e fez doutorado na Universidade da Califórnia. Antes de se tornar professor permantente no Instituto de Física Teórica da UNESP, onde hoje é professor titular com bolsa de produtividade 1A do CNPq, foi pós-doutor na Universidade de São Paulo, no King's College London, na Universidade Rutgers, na Universidade de Stony Brook e na Universidade de Chicago.